# Crusader (serie televisiva)
Crusader è una serie televisiva statunitense in 52 episodi trasmessi per la prima volta nel corso di 2 stagioni dal 1955 al 1956. È una serie drammatica a sfondo avventuroso  incentrata sulle vicende di un giovane reporter.

## Trama
Il giornalista free-lance Matt Anders, la cui madre è morta in un campo di concentramento in Polonia durante la seconda guerra mondiale, combatte le ingiustizie in tutto il mondo nel periodo della Guerra Fredda. Anders è particolarmente interessato a liberare popoli oppressi dal comunismo (la serie iniziò quando Nikita Chruščёv emerse come premier e segretario generale del partito comunista nell'ex Unione Sovietica).

## Personaggi e interpreti
Charles Bronson appare due volte nel ruolo di Mike Brod, un evaso da un paese comunista negli episodi The Boxing Match e Freeze-out (episodio quest'ultimo che vede anche Diane Brewster nel ruolo di Charlene Hayes). Lo sceneggiatore e produttore Aaron Spelling appare come guest star in due episodi nel ruolo di Andrew Hock.
- Matt Anders (52 episodi, 1955-1956), interpretato da Brian Keith.
- Narratore (8 episodi, 1956), interpretato da Edwin Reimers.
- Detective Tenente Cosgrove (3 episodi, 1956), interpretato da Wilfred Knapp.
- Brussard (3 episodi, 1955-1956), interpretato da Leon Askin.
- Alan Kingman (2 episodi, 1956), interpretato da Carl Betz.
- Fred Martin (2 episodi, 1956), interpretato da Don Haggerty.
- Sceriffo Smithers (2 episodi, 1956), interpretato da Francis De Sales.
- Dottore (2 episodi, 1956), interpretato da Dan Riss.
- Mike Brod (2 episodi, 1955-1956), interpretato da Charles Bronson.
- Bruno Menotti (2 episodi, 1955-1956), interpretato da Jay Novello.
- Glenn (2 episodi, 1956), interpretato da Claude Akins.
- Capitano Jethro (2 episodi, 1956), interpretato da Rusty Lane.
- Joe Brennan (2 episodi, 1955-1956), interpretato da Robert Cornthwaite.
- Boxcar Jones (2 episodi, 1956), interpretato da Jack Lambert.
- Ernst Roeder (2 episodi, 1955-1956), interpretato da Harry Bartell.
- Andrew Hock (2 episodi, 1956), interpretato da Aaron Spelling.
- Jim Farragut (2 episodi, 1955-1956), interpretato da Simon Scott.

## Produzione
La serie fu prodotta da Moss and Lewis e Revue Studios e Richard Lewis Productions e girata nei Republic Studios a North Hollywood in California. Le musiche furono composte da Paul Dunlap.

### Registi
Tra i registi sono accreditati:
- Jus Addiss in 2 episodi (1956)
- Herschel Daugherty in 2 episodi (1956)
- Brian Keith in 2 episodi (1956)
- Earl Bellamy
- Leslie H. Martinson

## Distribuzione
La serie fu trasmessa negli Stati Uniti dal 7 ottobre 1955 al 28 dicembre 1956 sulla rete televisiva CBS.

## Episodi
| Stagione         | Episodi | Prima TV USA |
| ---------------- | ------- | ------------ |
| Prima stagione   | 39      | 1955-1956    |
| Seconda stagione | 13      | 1956         |